# Niels Søndergaard
Niels Søndergaard (født 12. oktober 1947) er en dansk forfatter og oversætter.
Han har oversat mange bøger som blandt andet Klit af Frank Herbert, Narnia-sagaen af C.S. Lewis, Foundation-serien af Isaac Asimov, Earthsea-trilogien af Ursula K. Leguin og Shikasta-kvintologien af Doris Lessing. Desuden har han oversat et utal af tegneserier, som blandt andet Steen og Stoffer og den nye oversættelse af Tintin, film og tv-serier.
Han har skrevet tegneserien Superman og Fredsbomben (tegnet af Teddy Kristiansen), den første Superman-historie nogensinde skrevet, tegnet og produceret udenfor USA, og er forfatter på serien om Dimensionsdetektiven (tegnet af Ole Comoll Christensen) i samme medie. Efter at være gået på pension som oversætter udgav Søndergaard i 2020 kriminalromanen "Tre små kinesere", der er første del af en planlagt trilogi.
Niels Søndergaard modtog sammen med Ole Comoll Christensen tegneserieprisen Ping-prisen i 1993.
Niels Søndergaard er en aktiv quizzer, der flere gange har opnået topplaceringer ved DM i quiz. I 2012, 2013, 2014, 2015 og 2017 var han på det vindende hold ved Hold-DM.

## Ekstern henvisning
- Biografi Arkiveret 29. august 2005 hos  Wayback Machine på tegneseriemuseet.dk  (Webside ikke længere tilgængelig)